# Panicum complanatum
Panicum complanatum là một loài thực vật có hoa trong họ Hòa thảo. Loài này được Guglieri, Longhi-Wagner & Zuloaga mô tả khoa học đầu tiên năm 2006.